# Hibbing
Hibbing ist eine City im St. Louis County des US-Bundesstaates Minnesota in der Nähe der Grenze zu Kanada. Das U.S. Census Bureau hat bei der Volkszählung 2020 eine Einwohnerzahl von 16.214 ermittelt. Die Stadt steht auf dem eisenhaltigen Grund der Mesabi Range, und am Stadtrand befindet sich der größte Tagebau für Eisenerz weltweit.
In Hibbing wurden der Baseballspieler Roger Maris sowie der Basketballspieler Kevin McHale geboren, und Bob Dylan verbrachte hier seine Kindheit. In dem Ort wurde die amerikanische Busgesellschaft Greyhound Lines gegründet, woran ein Museum erinnert.

## Geschichte
Nachdem der deutsche Auswanderer Frank Hibbing auf dem Gebiet der Mesabi Range Eisenvorkommen entdeckt hatte, gründete er 1893 eine Siedlung. Um 1900 lebten etwa 2000 Bergarbeiter und Holzfäller in der Stadt. Bald darauf wurde die Gegend von Bergbauunternehmen übervölkert und bis 1910 erhöhte sich die Einwohnerzahl auf etwa 8000. Hibbing war hauptsächlich ein Ziel für  finnische, norwegische, schwedische, irische, ungarische und italienische Auswanderer. Die Siedler wollten die Gegend als Sprungbrett nutzen, um schließlich weiter zu ziehen, aber viele blieben und gründeten Familien. Zu jener Zeit waren die Straßen verschmutzt und von Saloons, Hotels und Unterkünften gesäumt. Um Bergleute von Hibbing nach Alice zu transportieren, gründete Carl Wickman 1914 das Busunternehmen Greyhound Lines.
Zwischen 1918 und 1922 wurde die Stadt vom Tagebau geschluckt. Da die ursprüngliche Siedlung mit dem Namen Alice auf dem wertvollen Eisenerz stand, mussten die Häuser zum großen Teil umgesiedelt und die eine Meile weiter wieder aufgebaut werden. In der Folgezeit wurden die florierenden Bergbauunternehmen hoch besteuert, sodass die Stadt sich 1920 den Neubau der Highschool für damals vier Millionen US-Dollar leisten konnte.

## Geographie
Nach den Angaben des United States Census Bureaus hat die Stadt eine Gesamtfläche von 483,1 Quadratkilometern und ist damit flächenmäßig die größte City in Minnesota (Rang 40 in den Vereinigten Staaten). Davon entfallen 470,5 Quadratkilometer auf Land und 12,5 Quadratkilometer (= 2,6 Prozent) auf Wasserflächen. Hibbing liegt am Kreuzungspunkt von U.S. Highway 169, Minnesota State Route 37 und Minnesota State Route 73. Der McCarthy Beach State Park liegt in der Nähe der Stadt.
Die Hull-Rust-Mahoning Open Pit Iron Mine, der größte Tagebau der Welt, befindet sich auf der Gemarkung Hibbings, auf der die Wasserscheiden von drei Einzugsgebieten zusammentreffen. Von diesem Punkt aus fließt das Wasser nach Süden über Prairie River und Mississippi River zum Golf von Mexiko, nach Nordosten über den St. Louis River, die Großen Seen und den Sankt-Lorenz-Strom zum Atlantischen Ozean, sowie nach Norden über den Red River zur Hudson Bay und damit zum Arktischen Ozean.

## Demografische Daten
Zum Zeitpunkt des United States Census 2000 bewohnten Hibbing 17.071 Personen die Stadt. Die Bevölkerungsdichte betrug 36,3 Personen pro km². Es gab 8037 Wohneinheiten, durchschnittlich 17,1 pro km². Die Bevölkerung von Hibbing bestand zu 97,33 % aus Weißen, 0,46 % Schwarzen oder African American, 0,73 % Native American, 0,27 % Asian, 0,01 % Pacific Islander, 0,19 % gaben an, anderen Rassen anzugehören und 0,68 % nannten zwei oder mehr Rassen. 0,68 % der Bevölkerung erklärten, Hispanos oder Latinos jeglicher Rasse zu sein.
Von der Bevölkerung erklärten 17,1 %, deutsche Vorfahren zu haben; die weiteren meistgenannten sind 12,4 % finnischer, 10,5 % norwegischer, 9,4 % italienischer, 6,4 % irischer und 5,9 % schwedischer Herkunft.
Die Bewohner von Hibbing verteilten sich auf 7439 Haushalte, von denen in 27,7 % Kinder unter 18 Jahren lebten. 48,3 % der Haushalte stellen Verheiratete, 9,6 % hatten einen weiblichen Haushaltsvorstand ohne Ehemann und 38,2 % bildeten keine Familien. 33,5 % der Haushalte bestanden aus Einzelpersonen und in 15,5 % aller Haushalte lebte jemand im Alter von 65 Jahren oder mehr alleine. Die durchschnittliche Haushaltsgröße betrug 2,24 und die durchschnittliche Familiengröße 2,86 Personen.
Die Stadtbevölkerung verteilte sich auf 22,8 % Minderjährige, 9,1 % 18–24-Jährige, 24,5 % 25–44-Jährige, 23,8 % 45–64-Jährige und 19,8 % im Alter von 65 Jahren oder mehr. Das Durchschnittsalter betrug 41 Jahre. Auf jeweils 100 Frauen entfielen 93,1 Männer. Bei den über 18-Jährigen entfielen auf 100 Frauen 89,4 Männer.
Das mittlere Haushaltseinkommen in Hibbing betrug 33.346 US-Dollar und das mittlere Familieneinkommen erreichte die Höhe von 43.558 US-Dollar. Das Durchschnittseinkommen der Männer betrug 38.064 US-Dollar, gegenüber 22.183 US-Dollar bei den Frauen. Das Pro-Kopf-Einkommen in Hibbing war 18.561 US-Dollar. 11,7 % der Bevölkerung und 8,1 % der Familien hatten ein Einkommen unterhalb der Armutsgrenze, davon waren 16,3 % der Minderjährigen und 8,2 % der Altersgruppe 65 Jahre und mehr betroffen.

## Söhne und Töchter der Stadt
- Frankie Campbell (1904–1930), Berufsboxer
- Frank Riley (1915–1996), Science-Fiction-Schriftsteller
- John Polich (1916–2001), Eishockeyspieler
- Dick Garmaker (1932–2020), Basketballspieler
- Vincent Bugliosi (1934–2015), Jurist und Bestsellerautor
- Roger Maris (1934–1985), Baseballspieler
- John Petroske (1934–2019), Eishockeyspieler
- Chuck Grillo (* 1939), Eishockeyfunktionär und -scout
- Bob Dylan (* 1941), Musiker, Sänger, Komponist und Nobelpreisträger (2016, Literatur), lebte ab dem 6. Lebensjahr im Ort
- Gary Pucket (* 1942), Musiker
- Bruce A. Carlson (* 1949), General der United States Air Force
- Mike Polich (* 1953), Eishockeyspieler
- Kevin McHale (* 1957), Basketballspieler
- Chi Chi LaRue (* 1959), Produzent und Regisseur
- Connie Evingson (* 1962), Pop- und Jazzsängerin
- Marie Myung-Ok Lee (* 1964), Autorin
- Mike Peluso (* 1965), Eishockeyspieler
- Kelly Fairchild (* 1973), Eishockeyspieler

## Partnerstädte
Die Stadt Walsrode, Herkunftsort des Ortsgründers Frank Hibbing, pflegt eine Städtepartnerschaft mit Hibbing.